# 高雄市公車82路
高雄市公車82路，也稱和平七賢幹線。現由統聯客運營運，起點站為瑞豐站，終點站為三山國王廟。是苓雅區到鹽埕區的公車路線。

## 歷史
- 路線開通初期原由高雄市公車處經營，2014年1月1日起高雄市公車民營化，轉由統聯客運經營[4]。
- 2017年1月1日：改由漢程客運接駛繼續營運。
- 2020年8月29日：82B（延駛捷運西子灣站）路線停駛。
- 2021年9月1日：「高雄火車站（捷運高雄車站）」更名為「高雄車站（中山路）」。
- 2022年8月29日：再次由統聯客運代駛，並調降班次。
- 2023年3月20日：改由高雄客運代駛。
- 2024年3月15日：再次由統聯客運代駛。

## 停站
參見右側路線圖